# یواس‌اس ایستلند (ای‌پی‌ای-۱۶۳)
یواس‌اس ایستلند (ای‌پی‌ای-۱۶۳) (به انگلیسی: USS Eastland (APA-163)) یک کشتی بود که طول آن ۴۵۵ فوت ۰ اینچ (۱۳۸٫۶۸ متر) بود. این کشتی در سال ۱۹۴۴ ساخته شد.